# ミゴリ (カウンティ)

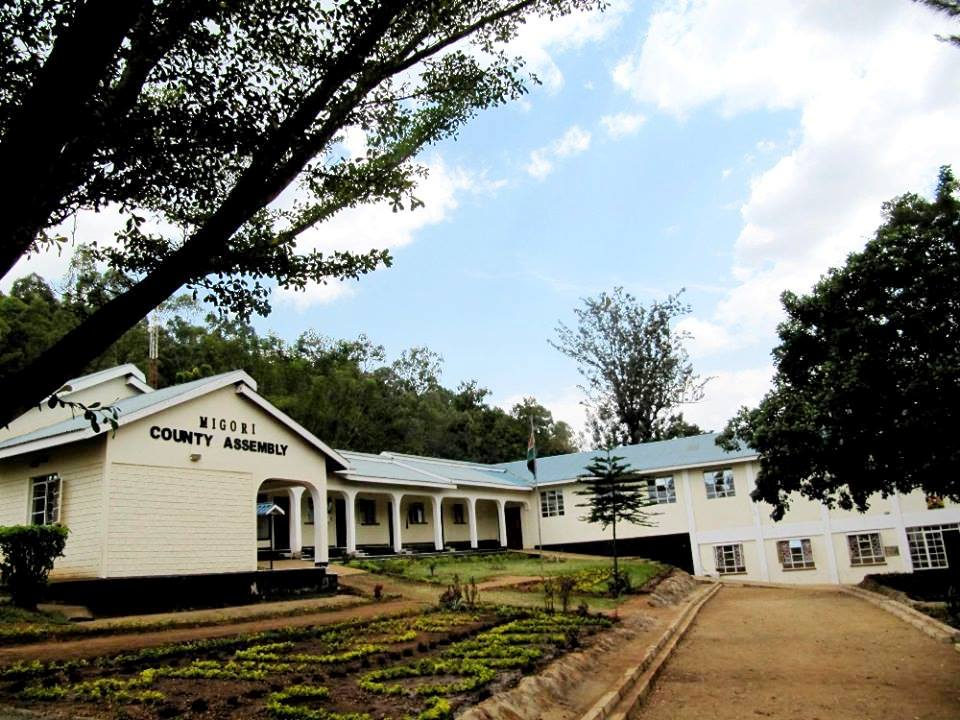
集会場

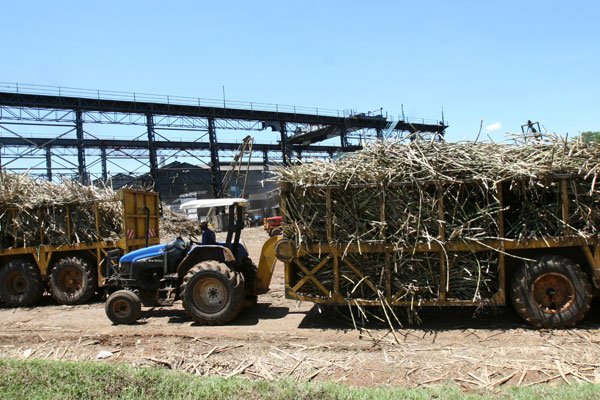
砂糖黍の収穫

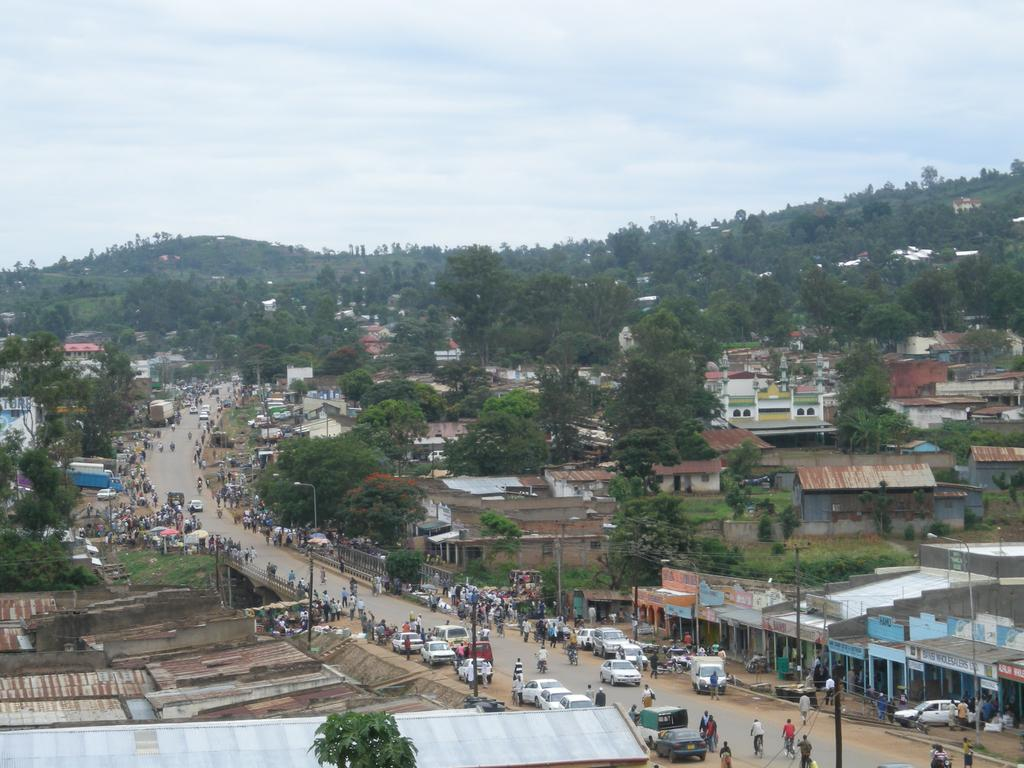
ミゴリ市の風景

ミゴリ（スワヒリ語: Wilaya ya Migori）は、ケニア南西部の旧ニャンザ州南西部のカウンティ。中心都市はミゴリ。面積は2586.4km2で、2009年の人口は91万7170人、人口密度は354.6人/km2。

## 隣接カウンティ
- 北：ホマ・ベイ
- 北東：キシイ
- 南東：ナロク
- 南：マラ州
- 西：ビクトリア湖

## 人口
- 1999年8月24日：66万6784人
- 2009年8月24日：91万7170人[1]

## 民族
- スバ人（英語版）
- ルオ族
- クリア人（英語版）
- グシイ族
- ルヒャ人（英語版）
- ソマリ人
- インド人
- アラブ人
- ヌビア人（英語版）

## 交通
ミゴリ市はケニアとタンザニアの重要な結節点である。

## 主要都市

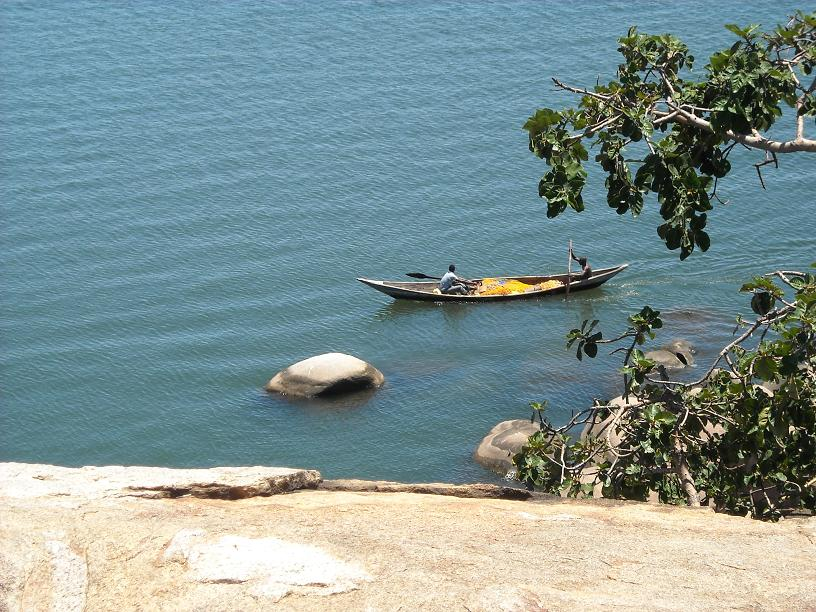
ミゴリ市のムフル湾

- ミゴリ（英語版）：5万3100人（中心都市）
- ケハンチャ（英語版）：3万109人[2]

## 指標
- 貧困率：43%
- 年齢構成
  - 0～14歳：49%
  - 15～64歳：48%
  - 65歳～：3%

## 水域
- ビクトリア湖
- グチャ川（英語版）
- ミゴリ川

## 経済
主要産業は農業、漁業、製造業、鉱業である。小規模ながら金も採掘されている。

## 自然

### 植生
現地語であるルオ語の呼称は Beentje (1994) や Kokwaro & Johns (1998) による。
- トウダイグサ科トウダイグサ属のチュウテンカク（Euphorbia ingens; ルオ語: bondo）
- キョウチクトウ科のカリッサ・スピナルム（Carissa spinarum; シノニム: カリッサ・エドゥリス（C. edulis; ルオ語: ochuoga）
- トウダイグサ科ハズ属の Croton megalocarpus（キクユ語: mũkindũri）
- クワ科イチジク属の Ficus sur（ルオ語: bongu、ng'owo）
- シクンシ科モモタマナ属（英語版）の Terminalia brownii（ルオ語: manera 、onera）
- センダン科の Toona ciliata - 原産地は南アジア、中国南部、東南アジア、パプアニューギニア、オーストラリアである[3]。
- ルオ語で ochond-rateng' と呼ばれる樹木（センダン科の Trichilia emetica (別名: ochond-athuth) あるいはニシキギ科の Mystroxylon aethiopicum）
- ヤナギ科（旧イイギリ科）オンコバ属（英語版）のオンコバ・スピノサ（Oncoba spinosa）
- モモタマナ（Terminalia catappa） - 本来ケニアには自生していなかったが、植樹されたものが野生化した[4]。
- 糸杉 - Maundu & Tengnäs (2005) によれば、メキシコやグアテマラ原産のメキシコイトスギ（Hesperocyparis lusitanica; シノニム: Cupressus lusitanica）が1910年より前にケニアに移入された。Beentje (1994) には、ケニアに自生しているヒノキ科の樹木はプロセラビャクシン（Juniperus procera）しか掲載されていない。

### 鳥
- 空色鶲
- アオフバト
- 沢鵟鷹（英語版）
- 蝙蝠鷹（英語版）
- 耳黒機織（英語版）
- 草原鷲（英語版）
- 紫常盤雀
- 太陽鳥
- アフリカ朱鷺鸛
- ハダダ朱鷺
- アフリカン・シトリル（英語版）
- アフリカ数珠掛鳩（英語版）
- アフリカ三光鳥（英語版）
- 黄腹目白（英語版）
- 眉白鶫鶲（英語版）
- 黒頭百舌（英語版）
- 鳶

## 教育
最終学歴は
- 中学校以上：15%
- 小学校：65%
- 公的教育無し：20%

## 道路
- 総延長：910km
  - 瀝青舗装：72km
  - 砂利舗装：324km
  - 未舗装：514km

## エネルギー
- 薪：80%
- 木炭：17%
- 灯油：2%
- LPG：1%

## 保健
4つの郡病院と5つの副郡病院が有る。マラリアやHIV、下痢、上気道感染症が深刻である。

## 宗教
住民の大多数がキリスト教を信仰し、そのほとんどがイングランド国教会かカトリックに属する。イスラム教徒はミゴリ市に集中し、シーア派とスンニ派の両方が存在する。アフリカ伝統宗教はあまり信仰されていないが、一部はキリスト教と融合し、地方で信仰されている。インド人はヒンドゥー教やシク教を持ち込み信仰している。